# Чакрасамвара
Чакрасамвара — идам (дэва, божество как объект визуализации и практики в буддийской тантре), главное «действующее лицо» в Чакрасамвара тантре, которая относится к классу так называемых материнских тантр. Этот класс тантр больше внимания уделяет мудрости: мудрость считается женским аспектом, в то время как упайя (искусные средства) — мужским.
Мудрость в контексте Чакрасамвара тантры помогает трансформировать сознание практикующего в Тело Истины Будды, или Дхармакайю (терминологический перевод Геше Джампа Тинлея — современного буддийского учителя тантры).
В книге «Сутра и тантра — драгоценности тибетского буддизма» Геше Джампа Тинлей подчёркивает важность использования как материнских тантр, где, как уже было сказано, упор делается на мудрость, так и отцовских, таких как Гухьясамаджа тантра.
Чакрасамвару иконографически, как правило, изображают многоруким, танцующим, в соитии со своей партнершей юм (такой союз, имеющий сакральный символический характер, на санскрите называется «юганаддха», а по-тибетски — яб-юм, дословно — «отец-мать»).